# Trigonoderus areolatus
Trigonoderus areolatus is een vliesvleugelig insect uit de familie Pteromalidae. De wetenschappelijke naam is voor het eerst geldig gepubliceerd in 1909 door Cameron.